# Prosenkymatisk
Prosenkymatiske celler er inden for botanikken en betegnelse for langstrakte og tilspidsede celler uden tværstillet endevæg. Eksempler er trakeiderne hos karplanter eller cellerne hos mange mosser.